# مکتب آنال
مکتب آنال (تلفظ فرانسوی: [annal]) به مکتب گروهی از تاریخ‌نگاران گفته می‌شود که روش آنها همان شیوهٔ تاریخ‌نویسیِ تاریخ‌نویسان فرانسوی در سدهٔ بیستم است و بر تاریخ طولانی‌مدت اجتماعی تأکید دارد. نام این مکتب از نام یک مجلهٔ فرانسوی با نام «Annales d'histoire économique et sociale» گرفته شده‌است که توسط جمعی از تاریخ‌نویسان مکتب آنال منتشر می‌شد.
این مکتب تأثیر بسیاری بر کارهای تاریخ‌نویسی در فرانسه و شماری از دیگر کشورها گذاشت، به‌ویژه در زمینه‌های استفاده از روش‌های علوم اجتماعی به‌وسیلهٔ پژوهشگران تاریخ، تأکید بیشتر بر جنبه‌های اجتماعی تا جنبه‌های سیاسی و دیپلماتیک در پژوهش‌های تاریخی و رویکردی بر ضد تحلیل طبقاتی تاریخ‌نگاری مارکسیستی.

## نسل نخست آنالیست‌ها
تقریباً بعد از ۱۹۲۰ میلادی بود که مارک بلوخ و لوسین فور (بنیانگذاران تاریخ‌نگاری مکتب آنال) بر ضد تاریخ‌نگاری سنتی روایی اروپایی برخاسته، نوعی تاریخ‌نگاری مسئله‌محور را مطرح کرده بودند که به سؤالات بزرگ از طریق بررسی منظم تحولات ساختاری پاسخ دهند. از سال ۱۹۲۰ به بعد، تاریخ‌نگاران نسل نخست مکتب آنال (لوسین فور، مارک بلوخ و فرناند برودل) چند ویژگی را طی تکامل مکتب خود به عنوان صفات اصلی مکتب آنال مطرح ساختند:
- رویگردانی از تمرکز صِرف بر تاریخ‌نگاریِ روایتگرانه و پوزیتیویستیِ منحصر به موضوعات سیاسی و درباری (مکتب رانکه) و تأکید بر تاریخ اقتصادی و اجتماعی یا به قولی «تاریخِ وسیع‌تر و انسانی‌تر» که تمام فعالیت‌های انسان را شامل شود و با نقل وقایع کمتر مرتبط باشد تا تحلیل «ساخت».[۳]
- بهره‌گیری از پیشرفت‌های رشته‌های همسایه و هم‌پیوند (جغرافیا، جامعه‌شناسی، روان‌شناسی، زبان‌شناسی، انسان‌شناسی، قوم‌شناسی، متخصصان مطالعهٔ مذاهب) و ادبیات با تاریخ.[۴]
- بررسی تفصیلی و همه‌جانبهٔ موضوع و پرهیز از تخصص‌گرایی افراطی و تکه‌تکه کردن تاریخ، حذف مرزهای اعتباری و مجازی میان آن‌ها.
- ضرورت استفادهٔ نقادانه از منابع و گسترش مفهوم متداول منابع تاریخی، به‌نحوی که کلیهٔ آثار به‌جامانده از گذشته در هر شکل و با هرنوع و کیفیتی به‌عنوان منبع تاریخ‌نگاری به حساب آیند.
- ضرورت توجه به تقدم تفکر خلّاق در جریان کار علمی و اهمیت تدوین چارچوب نظری انعطاف‌پذیر به‌عنوان نقطهٔ شروعِ «تولد شناخت تاریخی» و به‌عنوان راهنمای جمع‌آوری اطلاعات لازم و مناسب. این امر سبب می‌شود که رازهای سر به مُهر منابع تاریخی که از فرایندهای مهم‌تری حکایت می‌کنند برملا شوند و مسائلی مطرح گردد که به‌هیچ‌وجه از ظاهر وقایع و معنای ظاهری آن‌ها قابل استنباط نیستند.
- ضرورت حفظ رابطهٔ متقابل بین نظریه و روش و تصحیح دائمی این دو با شروع و ادامهٔ فرایند پژوهش.
- ضرورت حفظ عینیت در پژوهش‌های تاریخی و استفادهٔ بجا از اسناد و مدارک تاریخی، آن هم در حجمی خیره‌کننده؛ و لذا مقابله با دگماتیسم در هر شکل و قالب و لباسی و پرهیز از تعمیم‌های ناروا و بدون تجزیه و تحلیل دقیق شرایط جامعه‌های حاکم بر رخدادها. در عین حال آنالیست‌هایی چون بلوخ اهل تعمیم و استفادهٔ محتاطانه از واژه‌های کلی چون فئودالیسم بودند.[۵]
- پرداختن به انبوه بی‌پایانی از جزئیات و ریختن آن‌ها در چارچوبی علمی با استفاده از تئوری‌های علوم و رشته‌های هم‌پیوند با تاریخ.[۶]

## نسل دوم
در دهه‌های ۱۹۶۰ و ۱۹۷۰ میلادی، در آثار مورخان نسل دوم مکتب آنال پنج گرایش عمده به چشم می‌خورد:
- انجام مطالعاتی مربوط به تاریخ روستایی و تاریخ محلی بر پایهٔ پژوهش‌های جغرافیایی و منطقه‌ای.
- بررسی‌هایی در تاریخ اقتصادی، جمعیت‌شناسی و جغرافیایی از طریق تجزیه و تحلیل‌های کمّی (مبتنی بر آمار و علم حساب و احتمالات) هدایت‌شده توسط نظریه و در جهت اثبات آن نظریه‌ها.[۷]
- مطالعات انسان شناختی فرهنگ‌های غیراروپایی در آفریقا، آسیا و آمریکای لاتین.
- پژوهش‌های مربوط به زندگی روزمره در گسترهٔ تاریخ و توجه به عادات و الگوهای زندگی، به‌ویژه آداب مربوط به غذاخوردن چه از نظر زیست‌شناسی چه از نظر رفتار اجتماعی.
- تحقیقاتی در زمینهٔ دیدگاه‌ها و جهان‌بینی‌ها با تأکید بر افکار عمومی، خرد جمعی فولکلور و تجزیه و تحلیل ساختاری اسطوره‌ها و افسانه‌ها.[۸]
- گرایش‌های فوق را در تحقیقات بسیاری دیگر از مورخان اروپایی در همان زمان، چون برتولد اشپولر، مغول‌شناس نامدار آلمانی می‌توان یافت که مثلاً در بررسی تاریخ اردوی زرین، برخلاف دیگر مورخان که بر فتوحات و تاریخ سیاسی مغولان تأکید داشتند، بر وجود متنوع حیات اجتماعی و اقتصادی و فرهنگ مغولان متمرکز بود. علی مظاهری نیز شبیه به چنین فضایی را در کتاب زندگی مسلمانان در قرون وسطا ترسیم کرده بود.

## جبر جغرافیایی یا تأثیرات بوم در تاریخ جوامع انسانی
فرناند برودل ایدهٔ تأثیرات جبری محیطی را مطرح کرده بود. یعنی عقیده‌ای که مرکزیت و محوریت جهان طبیعت در تاریخ انسانی را باور دارد. یعنی تاریخ بشر تاریخ پایان‌ناپذیر تلاش انسان در برابر عناصر مختلف است. اما لوسین فور در کتاب مقدمه‌ای جغرافیایی بر تاریخ بر جبر جغرافیا تاخته، اعلام کرد که «آدمی در انطباق با محیط جغرافیایی همواره ممکن‌ها را فراروی دارد و نه ضرورت‌ها را. با تحققِ بخشی از آنچه امکان تحقق دارد، در توسعهٔ آینده جوامع انسانی میزانی از تعیین‌شدگی حکمفرما می‌شود لیکن آدمی هرگز نه قدرت تغییر (چه کم و چه بیش) را از دست می‌دهد و نه امکان انتخاب از همهٔ آنچه ممکن است را و با انتخاب بخشی از همهٔ ممکن‌ها، امکانات جدیدی زاده می‌شوند.»

## رابطهٔ تاریخ و تولید اقتصادی
تفکر آنالیست‌ها در باب تولید اقتصادی و نقش آن در تاریخ، برآمده از رویارویی آنان با مورخان مارکسیست بود که هر دو تأکید بیش‌تری بر نقش تولید داشتند، در حالی که مورخان مارکسیست خواستار بررسی بینش اولیه و نسبتاً سختگیرانهٔ خود در باب تاریخ زمین و تداوم بلندمدت آن شده‌اند تا مفاهیم شیوه‌های تولید را مورد تجدید نظر قرار دهند.
آنالیست‌ها باور داشتند که معلومات متراکم‌شدهٔ ناشی از تحقیقات دسته‌جمعی پژوهندگان و جمع‌آوری اطلاعات توسط محققان دفترنشین، هر دو فاقد خصلت انسان‌دوستی هستند و هر دو مصالح عالیهٔ بشریت را به دست فراموشی می‌سپارند.

## تکامل تاریخی تک-خطّی یا خطوط موازی در تکامل تاریخی تمدن‌ها
نسل نخست آنالیست‌ها نظریهٔ تفّوق حوزهٔ فرهنگی مدیترانه بر سایر نقاط جهان را مطرح کرده بودند.
اروپامحوری در آن زمان، هم در آثار آنالیست‌ها دیده می‌شد و هم در آثار مارکسیست‌ها که دعوی جهان‌وطنی داشتند. هر دو گروه اعتقاد داشتند که مراحل توسعه باید با تقلید از مراحلی طی شود که اروپا در تاریخ خود گذرانده‌است. جوامع مختلف «گزینش‌های مشخص تمدن‌گرایانه که کاملاً مجزا و متفاوت هستند و حتی اگر همزیستی مسالمت‌آمیز و پیوسته‌ای داشته باشند، شیوه‌های سازمان‌یافتگی و فرهنگی متفاوت دارند».

## مکتب آنال در ایران
از حیث تاریخ‌نگری، می‌توان علی مظاهری را با نگارش کتاب جادهٔ ابریشم، نخستین مورخ آنالیست ایرانی دانست که نظریهٔ اروپامحورِ جادهٔ ابریشم را به چالش طلبیده بود. او در عوض مرکزیت جاده را به مشرق‌زمین یعنی جهان ایرانی و تمدن چینی برده و ضمن ارائهٔ سفرنامه‌های شرقی (ایرانی و چینی) با حواشی پرمغزی که بر آن‌ها زده، جایگاه ایران و جهان اسلام را در این میانه به تصویر کشیده‌است.
از حیث تاریخ‌نگاری، روش او به‌تدریج تکامل یافته و از تاریخ اجتماعی به سبک نسل اول و دوم مورخان فرانسوی مکتب آنال سرچشمه گرفته، با مطالعهٔ منابع و نسخ خطی فراوان ایرانی و اسلامی موجود در کتابخانه‌های اروپایی، به‌تدریج رنگ و بوی ایرانی و شرقی و بومی گرفته و در کتاب جادهٔ ابریشم خاصه در حواشی آن کتاب به کمال رسیده‌است. روش او به‌طور کلی ابداعی و نوین است. چنان‌که برخلاف سنن رایج در تاریخ‌نگاری ایرانی، به مطالعات بین‌رشته‌ای پرداخته و گسترهٔ وسیعی از منابع را اعم از تاریخی، جغرافیایی، و حتی ادبی و دیوان‌های شاعران و نیز کتب تاریخ علم را به عنوان منابعی قابل استفاده در تاریخ‌نگاری اقتصادی در نظر گرفته‌است.